# Mounir al-Motassadeq
Mounir al-Motassadeq (arabisch منير المتصدق, DMG Munīr al-Mutaṣaddiq; * 3. April 1974 in Marrakesch) ist ein marokkanischer Terrorist, der in Deutschland lebte. Er wurde im weltweit ersten Prozess um die Terroranschläge am 11. September 2001 als Helfer angeklagt und erstinstanzlich verurteilt und verbüßte ab November 2001 eine Freiheitsstrafe wegen Komplizenschaft mit den vielfachen Morden rund um Mohammed Atta. Das Hanseatische Oberlandesgericht bestätigte am 8. Januar 2007 das ursprüngliche Urteil wegen Mitgliedschaft in einer terroristischen Vereinigung und der Beihilfe zum Mord in 246 Fällen und setzte das Strafmaß auf 15 Jahre Haft rechtskräftig fest. Am 15. Oktober 2018 wurde er nach Marokko abgeschoben, nachdem er die Haftstrafe bis auf wenige Wochen verbüßt hatte.

## Biographie
Al-Motassadeq ist der Sohn eines Arztes. Er kam 1993 nach Münster und lernte dort Deutsch. Ab 1995 studierte er Elektrotechnik an der Technischen Universität Hamburg-Harburg. Im Jahr 2000 hielt er sich in einem al-Qaida-Ausbildungslager in Afghanistan auf, wie er in der Verhandlung bestätigte. Während des Studiums wohnte er im Hamburger Stadtteil Harburg. In seiner Haftzeit absolvierte er ein Studium an der Fernuniversität Hagen. Er ist verheiratet und hat zwei Kinder.

## Verurteilung wegen Terroranschlägen vom 11. September 2001
Am 19. Februar 2003 verurteilte das Hanseatische Oberlandesgericht ihn wegen Beihilfe zu 3066-fachem Mord und Mitgliedschaft in einer terroristischen Vereinigung zu der Höchststrafe von 15 Jahren. Am 4. März 2004 wurde das Urteil vom Bundesgerichtshof aufgehoben und wegen mangelhafter Beweiswürdigung zur Neuverhandlung nach Hamburg zurückverwiesen. Der mit internationalem Haftbefehl gesuchte Said Bahaji versicherte in einem Brief an seine Mutter, Motassadeq habe mit den Anschlägen nichts zu tun.
Am 6. April 2004 wurde Motassadeq, wie zuvor schon Abdelghani Mzoudi, der wegen ähnlicher Anschuldigungen angeklagt war, unter Auflagen freigelassen. Sein Strafverteidiger war der deutsche Anwalt Josef Gräßle-Münscher. Das Hanseatische Oberlandesgericht begründete die Entscheidung damit, dass der Tatverdacht wegen Beihilfe zum Mord nicht mehr bestehe. Der Sprecher der US-Regierung kritisierte die Freilassung des „gefährlichen Kerles“.
Ab 10. August 2004 wurde gegen Motassadeq vor dem Hanseatischen Oberlandesgericht neu verhandelt. Am 19. August 2005 wurde er zu einer Freiheitsstrafe von sieben Jahren verurteilt. Das Gericht sprach ihn wegen Mitgliedschaft in einer terroristischen Vereinigung schuldig, jedoch nicht der Beihilfe zum Mord. Das Urteil erlangte keine Rechtskraft, da sowohl die Bundesanwaltschaft als auch der Angeklagte Revision einlegten.
Am 12. Oktober 2006 begann die erneute Revisionsverhandlung vor dem Bundesgerichtshof. Am 16. November 2006 hob der Bundesgerichtshof auf die Revision der Bundesanwaltschaft hin das Urteil des Oberlandesgerichts Hamburg hinsichtlich des freisprechenden Teils auf und sprach Motassadeq auch der Beihilfe zum Mord in 246 Fällen schuldig. Dies entspricht der Anzahl der getöteten Passagiere und Besatzungsmitglieder der vier entführten Flugzeuge. Motassadeq soll in die Anschlagspläne eingeweiht gewesen sein und den Attentätern geholfen haben, ihre Reisen nach Afghanistan und in die USA zu verschleiern. Insoweit verwies der BGH das Verfahren zu erneuter Verhandlung an das OLG Hamburg zurück.
Am 8. Januar 2007 wurde Motassadeq nach erneuter Verhandlung vom 7. Strafsenat des Hanseatischen Oberlandesgerichts Hamburg zu 15 Jahren Freiheitsstrafe verurteilt.
Zuvor blieb Motassadeq mit der Auflage, sich einmal täglich bei der Polizei zu melden, vorerst von einer Haft verschont. Das Oberlandesgericht Hamburg begründete dies damit, dass Motassadeq in der Vergangenheit stets alle Auflagen erfüllt habe. Am folgenden Tag legte die Bundesanwaltschaft Beschwerde durch Generalbundesanwältin Monika Harms ein: Es bestehe Fluchtgefahr, weil Motassadeq wegen des rechtskräftigen Bundesgerichtshof-Urteils eine hohe Haftstrafe zu befürchten habe. Zudem hätten dessen Ehefrau und Kinder Deutschland bereits verlassen. Kurz darauf half das Hanseatische Oberlandesgericht Hamburg der Beschwerde nicht ab und übertrug damit die Entscheidung dem Bundesgerichtshof, der die beschlossene Haftverschonung aufhob. Motassadeq wurde daraufhin am Abend des 17. November 2006 in Hamburg festgenommen.
Eine Verfassungsbeschwerde und Antrag auf Erlass einer einstweiligen Anordnung vom 8. Januar 2007 vor dem Bundesverfassungsgericht (BVerfG) blieben erfolglos. Das BVerfG nahm die Beschwerde nicht an. Nach dem Kammerbeschluss vom 10. Januar 2007 wurden keine Grundrechte des Angeklagten verletzt, als er vom Bundesgerichtshof am 16. November 2006 rechtskräftig verurteilt wurde.
Die Revision von Motassadeq gegen das Urteil des 7. Strafsenats wurde am 2. Mai 2007 mit Beschluss des 3. Strafsenats des Bundesgerichtshofs als unbegründet verworfen. Damit war das Urteil rechtskräftig und die rechtlichen Möglichkeiten von Motassadeq in Deutschland waren vorbehaltlich einer Wiederaufnahme des Verfahrens ausgeschöpft.
Während seiner Haftzeit verhielt er sich unauffällig, rückte aber von seiner „islamistisch-dschihadistischen Einstellung“ nicht ab. Dreimal versuchte er vergeblich, vorzeitig freigelassen zu werden: nach Verbüßen von zwei Drittel der Haft, im Mai 2015 und im November 2016. Die Bundesanwaltschaft verzichtete darauf, dass Motassadeq seine Strafe bis zum letzten Tag verbüßte, unter der Bedingung seiner Abschiebung nach Marokko. Damit ermöglichte sie seine sofortige Verhaftung, sollte er jemals nach Deutschland zurückkehren.
Am 15. Oktober 2018 wurde Mounir Motassadeq aus der Justizvollzugsanstalt Fuhlsbüttel entlassen und anschließend nach Marokko abgeschoben. Zudem wurde dem Marokkaner ein Einreise- und Aufenthaltsverbot für die Bundesrepublik Deutschland auferlegt, das bis zum 3. April 2064 gilt. Nach der Ankunft in seinem Heimatland ließ Motassadeq sich im Haus seiner Familie in Marrakesch nieder. Weil ihm vor seiner Abschiebung entgegen Anti-Terror-Bestimmungen die mehr als 7.000 Euro seines Häftlingskontos ausgezahlt worden waren, leitete die Staatsanwaltschaft Hamburg ein Ermittlungsverfahren wegen Verstoßes gegen das Außenwirtschaftsgesetz gegen die Justizverwaltung ein, infolge dessen gegen einen Beamten der JVA Fuhlsbüttel ein Strafbefehl erwirkt wurde.